# کیا سراتو
کیا سراتو (Kia Cerato) خودرویی است که از سال ۲۰۰۳ تا ۲۰۲۴ تولید شده‌است. این خودرو از نوع خودروهای موتور جلو-محور جلو است. تا امروز ۴ نسل از این خودرو تولید شده‌است. البته این خودرو در بازارهای اروپایی به نام کیا فورته شناخته می‌شود. کیا سراتو، رقیب تویوتا کرولا، هیوندای النترا، هوندا سیویک و مزدا ۳ به حساب می آید که پلتفرم مشترک و شباهاتی با هیوندای النترا دارد. نسل دوم این خودرو در ایران توسط سایپا مونتاژ می گشت در سال ۱۳۹۸  به دلیل تحریم ها تولیدش متوقف گشت سراتو پر فروش ترین خودرو سایپاست و در حال حاضر تولیدش به کل متوقف است سراتو از مزدا ۳ جا دار تر است . سراتو در نسخه پلیس هم عرضه شده   
این خودرو در مدل‌های سدان و کوپه تولید می‌شود. البته شرکت کیا موتورز در سال ۲۰۱۶ تولید مدل کوپه را متوقف کرد. نسخه هاچبک این خودرو نیز در حال حاضر تولید می‌شود که البته در ایران عرضه نمی‌گردد.

## سراتو در ایران
۳ نسل از سراتو در ایران حضور دارند و نسل چهارم به ایران راه نیافت. نسل اول توسط گروه اطلس خودرو وارد شد. نسل دوم مدتی وارد و سپس از سال ۱۳۹۳ توسط سایپا مونتاژ شد، به همین دلیل در بازار به نام‌های سراتو وارداتی و سراتو مونتاژ (یا سایپایی) می‌شناسیم. نسل سوم هم در دو تیپ سدان و کوپه به تعداد محدودی وارد شد.
کیا سراتو در سه نسل تولید شده‌است که نسل دوم این خودرو که با کد اتاق TD شناخته می‌شود در ایران توسط شرکت سایپا مونتاژ می‌شد و در دو نوع دنده دستی ۱۶۰۰ و دنده اتومات ۲۰۰۰ عرضه می‌شد طول نسخه عرضه شده توسط سایپا در حالت طبیعی ۴٬۴۸۰ میلیمتر (۱۷۶٫۴ اینچ)، عرض آن در حالت طبیعی ۱٬۷۶۵ میلیمتر (۶۹٫۵ اینچ) و ارتفاع آن در حالت طبیعی ۱٬۴۰۰ میلیمتر (۵۵٫۱ اینچ) است. نسخه سایپا از برخی آپشن‌ها بی‌بهره است؛ که البته پی قراردادی بین سایپا و کیا موتورز نسخه‌ای از این خودرو با سانروف، سنسور عقب، دوربین عقب، صندلی‌های چرم، روکش چرم جدید صندلی‌ها، سیستم تعویض دنده پشت فرمان، سیستم مولتی‌مدیا با ناوبری GPS و صفحه جلو آمپر و کیلومترشمار جدید تولید شد. همچنین این خودرو به عنوان خودروی هر دو یگان راهنمایی و رانندگی و نیروی انتظامی انتخاب شده‌است، که سایپا در وهله نخست ۲۰۰ دستگاه را به این دو یگان تحویل داد.
همچنین اطلس خودرو، نماینده رسمی کیا موتورز در ایران، این خودرو را تا نسل سوم عرضه کرده و به دلیل ممنوعیت واردات، تا مدل ۲۰۱۸ موجود است.
تولید کیا سراتو در شرکت سایپا به دلیل نبود قطعه در سال ۱۳۹۸ متوقف شد.

سراتو کوپه در دو نسل به ایران راه یافت. سراتو کوپه بین سالهای ۲۰۱۰ تا ۲۰۱۳ با کد اتاق ‌TD در ایران عرضه شد. همچنین نسل بعدی سراتو کوپه با کد اتاق YD بین سالهای ۲۰۱۴ تا ۲۰۱۴ وارد کشور شد. سراتو کوپه با گیربکس اتوماتیک و موتورهای ۱.۶ لیتری و ۲ لیتری عرضه شد. سراتو کوپه مانند نسخه سدان، مورد اقبال ایرانیان قرار گرفت. از جمله دلایل موفقیت سراتو در ایران، میتوان به کیفیت ساخت قابل قبول، قطعات ارزان و فراوان و امکانات رفاهی فراوان اشاره کرد.

## نگارخانه

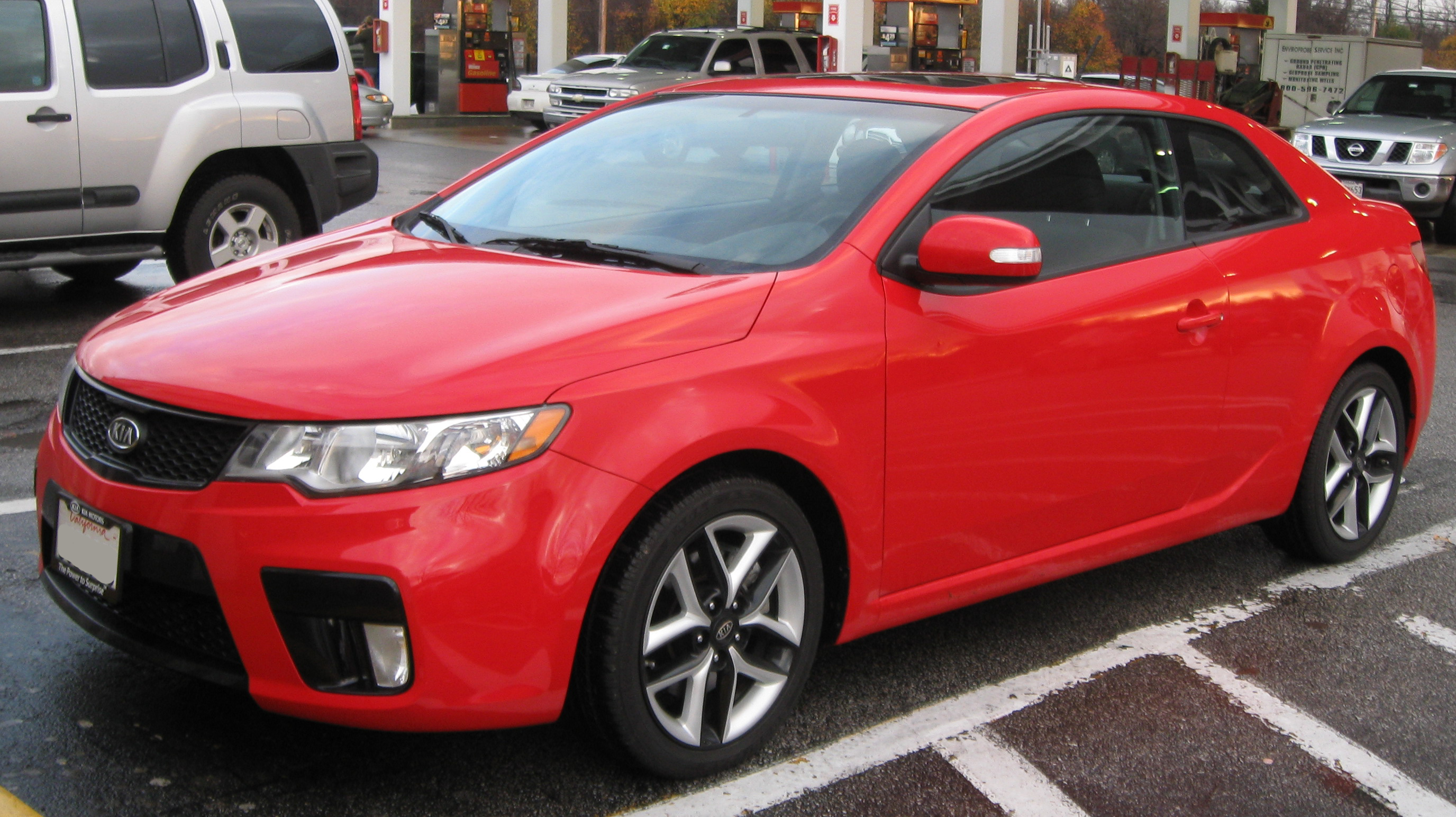
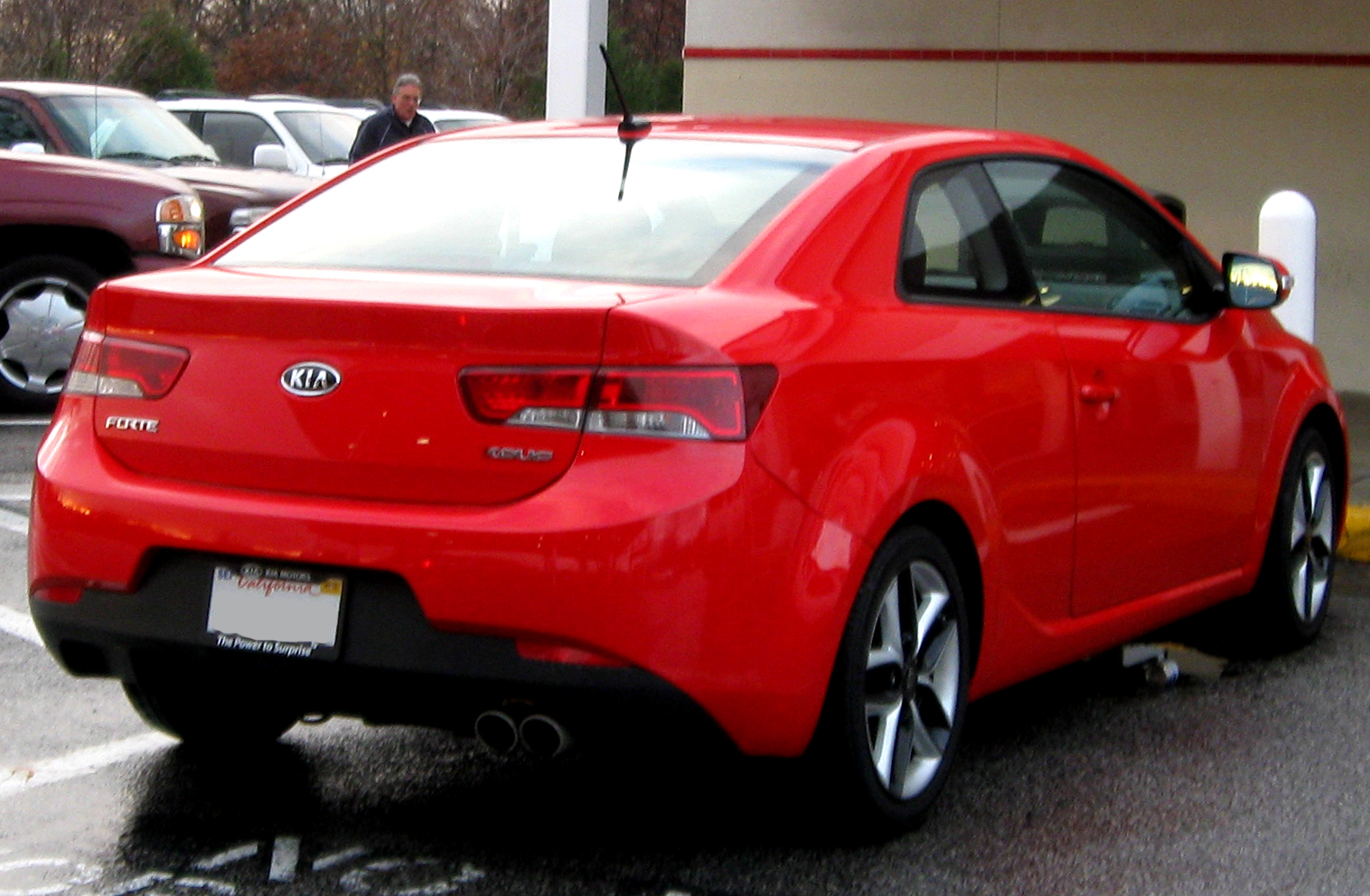
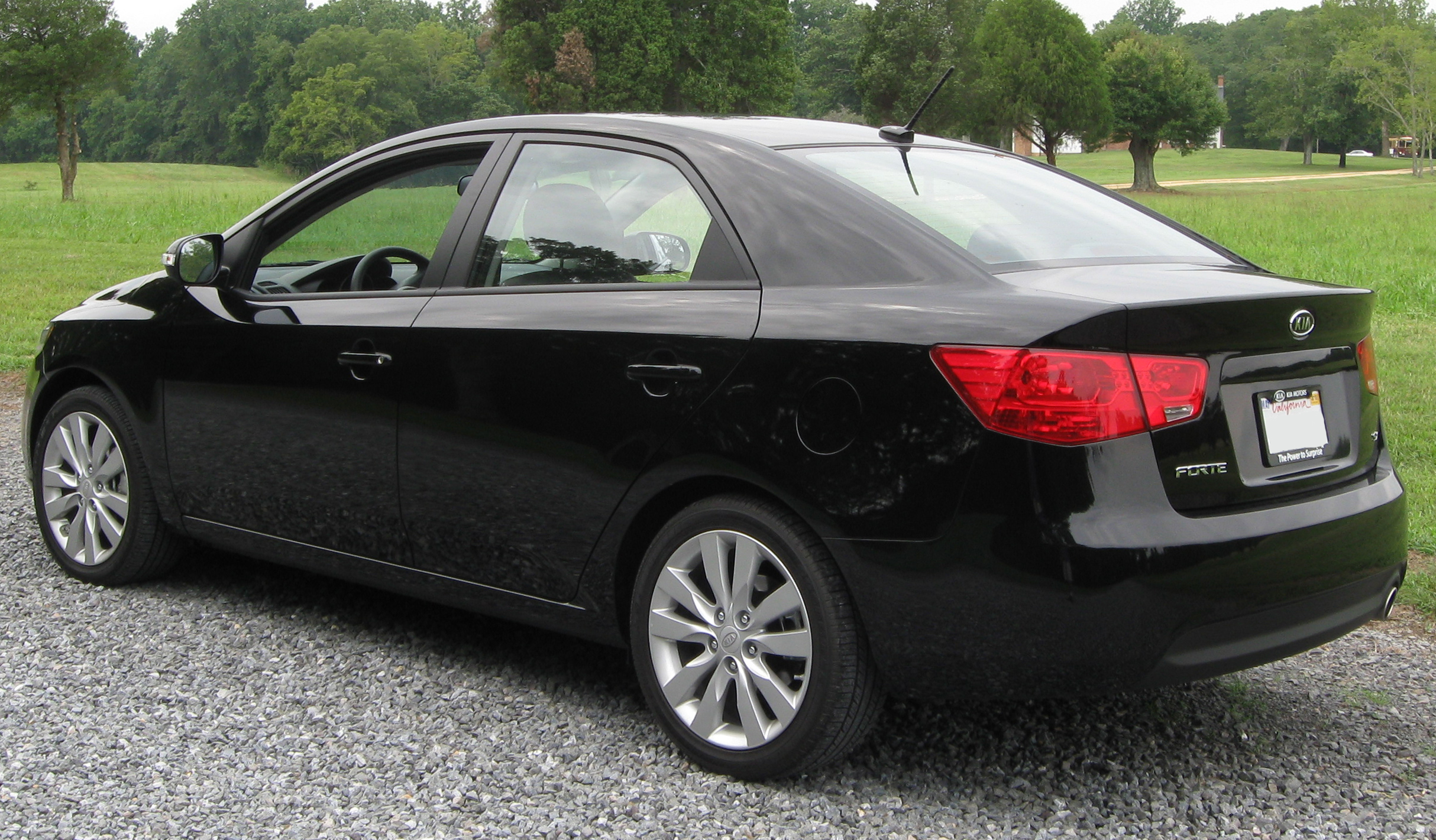
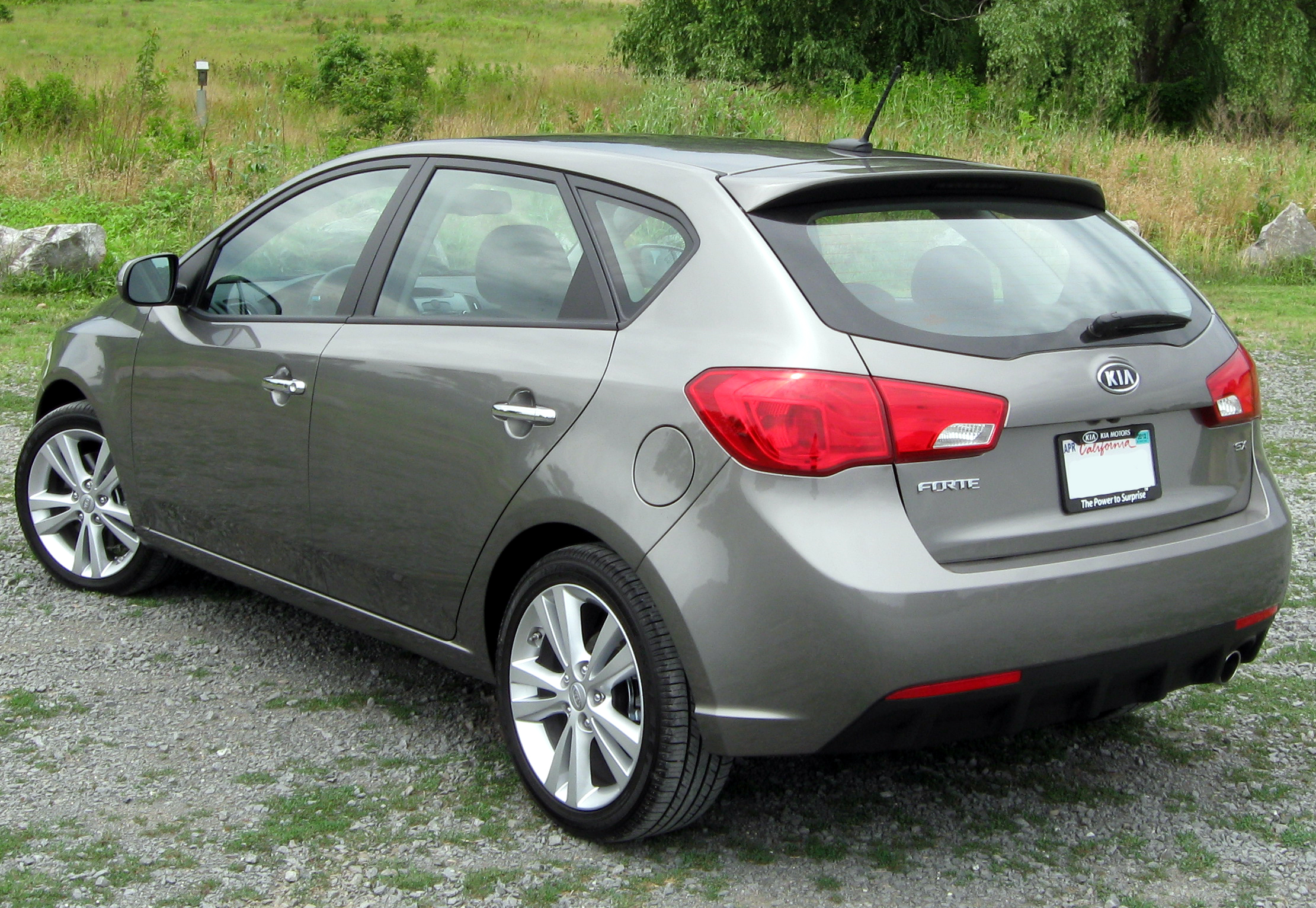
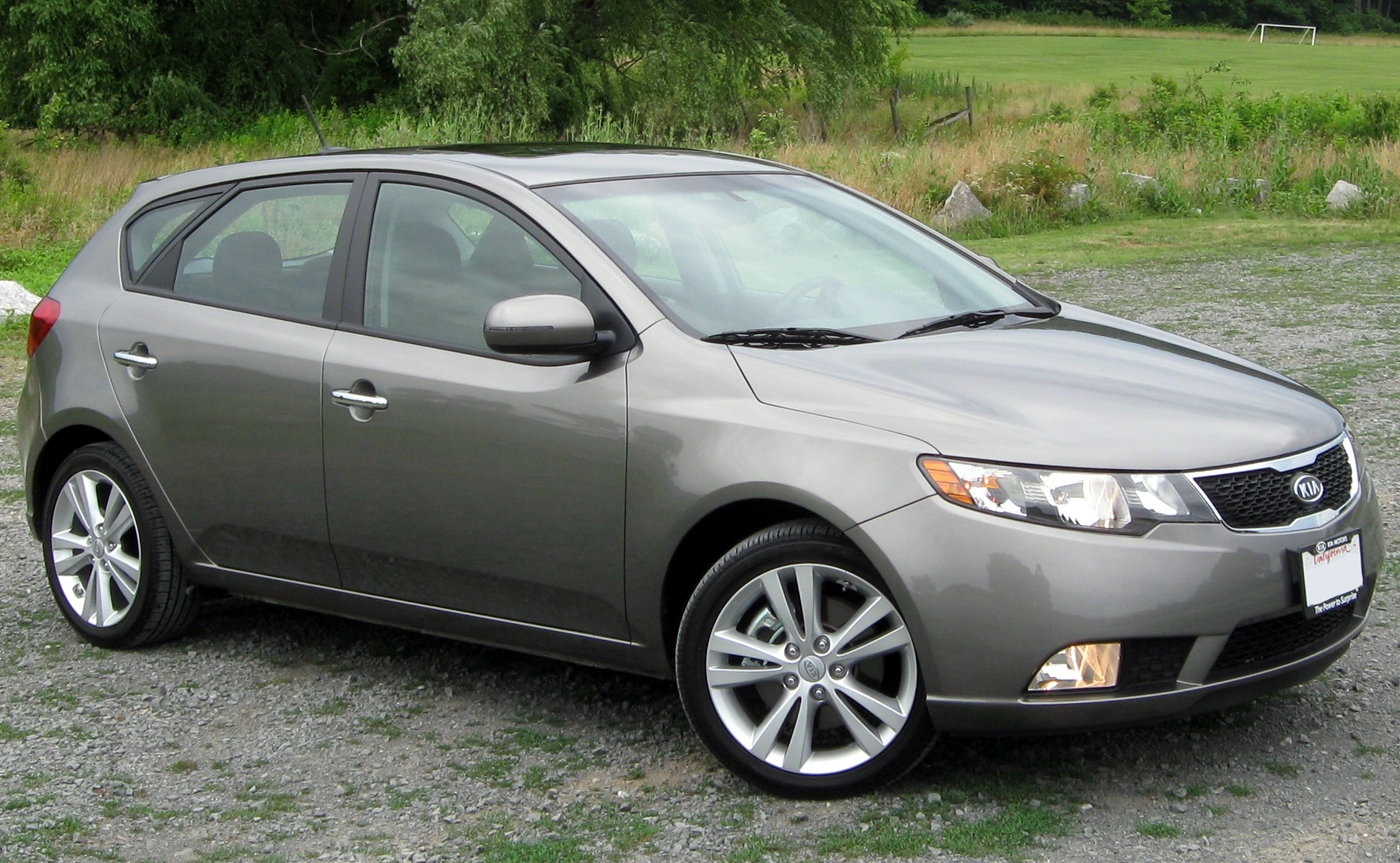
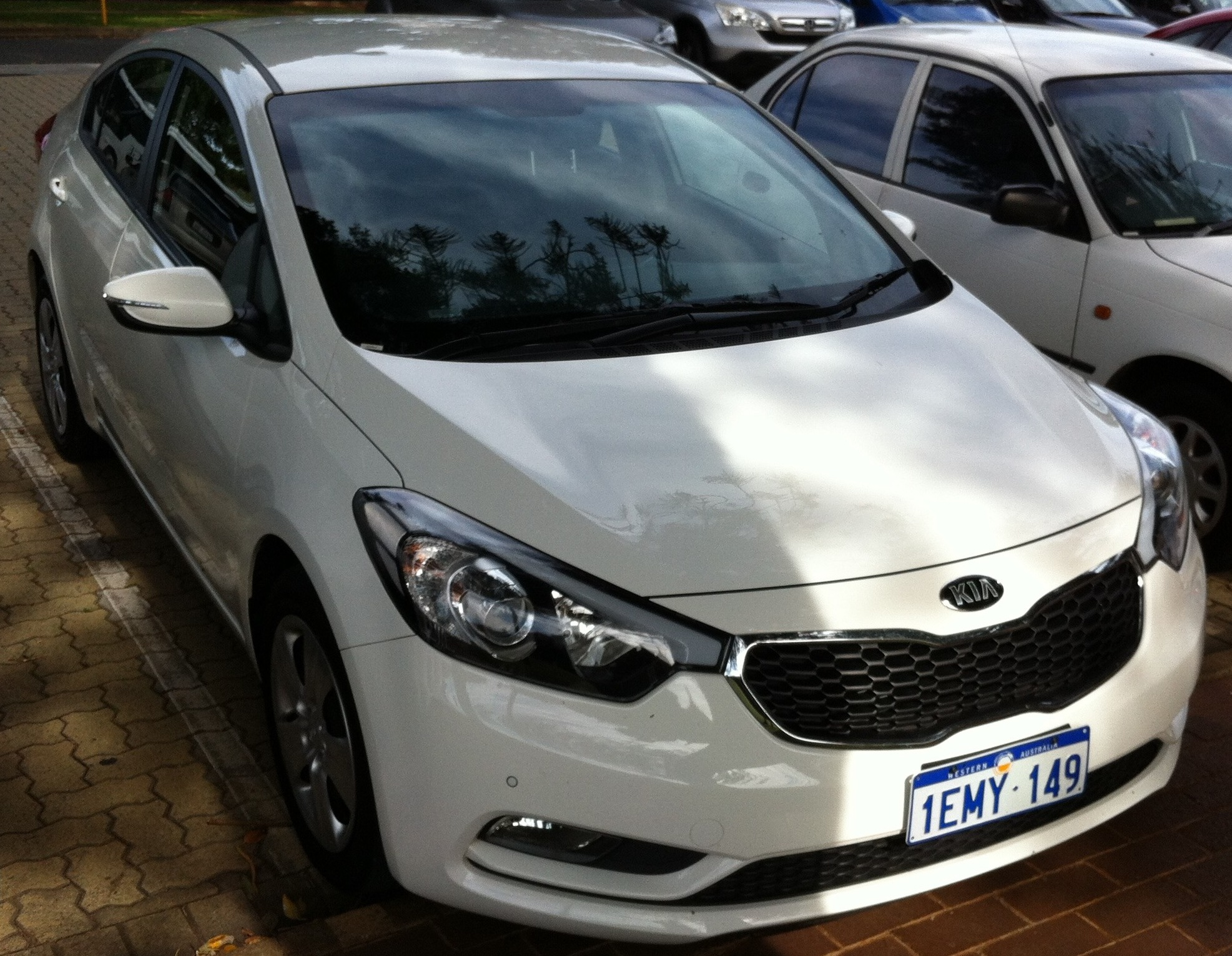